# U matrosov net voprosov
U matrosov net voprosov (russisk: У матросов нет вопросов) er en sovjetisk spillefilm fra 1980 af Vladimir Rogovoj.